# Séparation de fait
La séparation de fait est la condition de deux époux qui ont mis fin, officieusement, temporairement ou définitivement, à la vie conjugale à laquelle ils s'étaient engagés par leur mariage, le plus souvent par consentement, parfois en raison de circonstances professionnelles ou autres.

## Distinction avec la séparation de corps
Elle est à distinguer de la séparation de corps, qui peut être reconnue juridiquement, et être compatible avec le mariage.

## Aucune reconnaissance légale
La séparation de fait n'a généralement pas de reconnaissance juridico-légale.
En revanche, d'après l'art. 8 (2) a) de la loi canadienne sur le divorce, vivre séparément pendant un an est l'un des cas d'ouverture pouvant mener à une demande de divorce.

## Maintien des devoirs liés au mariage
Les devoirs liés au mariage (assistance, secours) et les règles qui en découlent (héritage…) restent valables. Elle doit être consentie par les deux conjoints et peut, en cas de désaccord, mener à un litige, et une demande de séparation de corps ou de divorce.